# Die beiden edlen Vettern

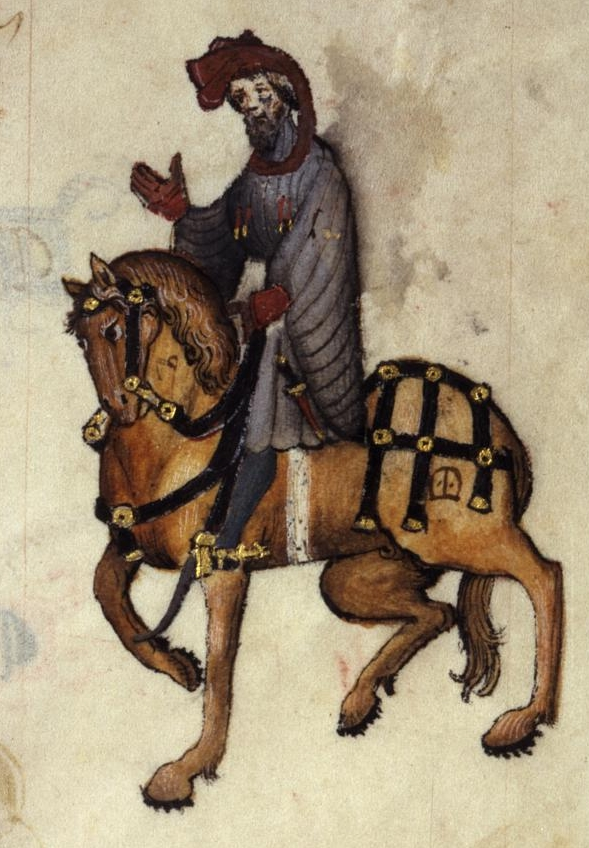
Der Ritter. Illustration aus dem Ellesmere-Manuskript

Die beiden edlen Vettern (engl. The Two Noble Kinsmen) ist ein Schauspiel, das von Shakespeare und John Fletcher verfasst wurde. Die Geschichte handelt von den beiden Rittern Palamon und Arcite, die sich unglücklich in dieselbe Frau verlieben. Als Hauptquelle diente die Erzählung des Ritters aus den Canterbury Tales. Das Werk wurde vermutlich um 1613/14 verfasst. Die erste Erwähnung ist ein Eintrag in The Kings Office of the Revels von 1619. Der erste Druckfassung ist eine Quarto von 1634. Es gibt keine gesicherten Informationen darüber, ob das Werk im frühen 17. Jahrhundert gespielt wurde. Die erste bekannte Aufführung einer Adaption ist die von William Davenant's The Rivals im Jahre 1664. Die erste textnahe (authentische) Produktion stammt von 1928.

## Handlung
Die beiden edlen Vettern ist eine Tragikomödie auf der Grundlage von Geoffrey Chaucers Verserzählung The Knight's Tale (Die Erzählung des Ritters) mit einer zusätzlichen Nebenhandlung, die parallel zur Haupthandlung abläuft. Die beiden Cousins und engen Freunde Palämon and Arcite sind nach der Niederlage ihrer Heimatstadt Theben von den Athenern eingekerkert worden. Vom Kerkerfenster aus sehen sie Prinzessin Emilia, und da beide in Liebe zu ihr entbrennen, wird aus ihrer Freundschaft erbitterte Rivalität. Arcite wird aus der Gefangenschaft entlassen, aber aus Athen verbannt. In Verkleidung kehrt er jedoch zurück, um Emilia aufzusuchen und wird zu ihrem Gefolgsmann. Mittlerweile hat sich die Tochter des Kerkermeisters in Palämon verliebt und verhilft ihm zur Flucht, nach der er Arcite wieder begegnet. Um ihre Rivalität über Emilia beizulegen, beschließen sie ihre Teilnahme an einem öffentlichen Turnier. Die verlassene Kerkermeisterstochter verfällt nun in Wahnsinn, doch ihr früherer Liebhaber gewinnt sie wieder, indem er sie überzeugt, er sei Palämon. Vor Beginn des Turniers fleht Arcite die Götter an, ihn siegen zu lassen. Palämon betet darum, dass er Emilia heiraten könne; Emilia bittet die Götter, ihr jenen zum Ehemann zu geben, der sie am meisten liebe. Jedes der drei Gebete wird erhört: Arcite siegt im Kampf, wird dann aber vom Pferd abgeworfen und stirbt, sodass Palämon übrig bleibt und Emilia heiratet.

## Verfasserschaft
Für das Werk wird eine gemeinsame Verfasserschaft von John Fletcher und William Shakespeare angenommen. Schon August Wilhelm Schlegel hatte in seinen Vorlesungen über dramatische Kunst und Litteratur Shakespeare's Co-Autorschaft nicht bezweifelt. Im späteren 19. Jahrhundert war dann Shakespeares Verfasserschaft allerdings umstritten, und lange nahm man als Fletchers Co-Autor Philip Massinger an, so auch der offenbar erste Übersetzer des Stückes ins Deutsche. Heute herrscht in der Fachwelt jedoch Einmütigkeit über die doppelte Autorenschaft von Shakespeare und Fletcher. Die Shakespeare-Forscher wendeten eine Reihe von Tests und Techniken zur Bestimmung des jeweiligen Anteils von Shakespeare und Fletcher im Stück an. Metrische Charakteristika, Vokabular und Wortzusammensetzungen, das Auftreten bestimmter Kontraktionen, Art und Einsatz von Bildern sowie charakteristische Zeilen bestimmter Typen wurden bei dem Bemühen untersucht, die jeweiligen Anteile von Shakespeare und Fletcher im Stück zu unterscheiden. Hallet Smith schlüsselt nun die Anteile wie folgt auf, wobei sich seine Resultate allerdings nicht in jeder Einzelheit mit den Ergebnissen anderer Forscher decken. Nach dieser Untersuchung stammen folgende Abschnitte des Werkes von Shakespeare: Akt I, Szenen 1–3; Akt II, Szene 1; Akt III, Szene 1; Akt V, Szene 1, Zeilen 34–173, und Szenen 3 and 4. Von Fletcher stammen vermutlich der Prolog sowie Akt II, Szenen 2–6; Akt III, Szenen 2–6; Akt IV, Szenen 1 und 3; Akt V, Szene 1, Zeilen 1–33, und Szene 2; Epilog. Für die Abschnitte Akt I, Szenen 4 and 5; Akt IV, Szene 2 ist die Verfasserschaft unsicher.

## Datierung

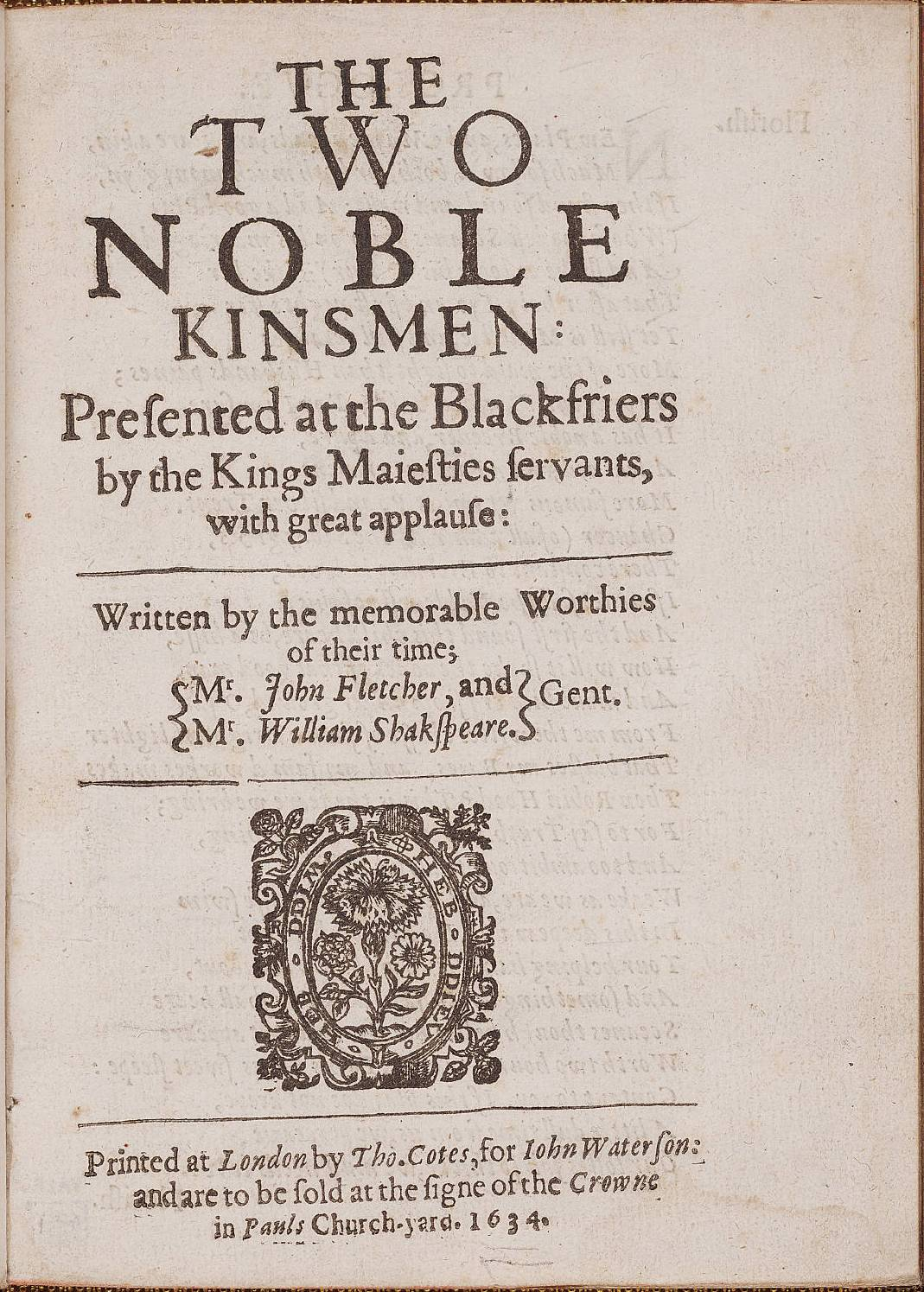
Titelseite der Quarto von 1634

Aus verschiedenen Querverbindungen zwischen The Two Noble Kinsmen und zeitgenössischen Werken gelangt man zu einer wahrscheinlichen Entstehungs- und Aufführungszeit von 1613 bis 1614. Die Erwähnung von Palämon, einer der Hauptfiguren in den Beiden edlen Vettern in Ben Jonsons Stück Bartholomew Fair (Der Bartholomäus-Markt) von 1614 (4. Akt, 2. Bild) lässt darauf schließen, dass das Publikum die Vettern kannte. In Francis Beaumonts höfischem Maskenspiel The Masque of the Inner Temple and Gray's Inn von 1613 zeigt die zweite Gegen-Masque eine Besetzung mit ländlichen Figuren: Pedant, Maien-Lord und -Lady, Bedienter und Zofe, Gastwirt und -wirtin, ein Schäfer mit seiner Liebsten sowie zwei Paviane (männlich und weiblich). Ein wenig vereinfacht (ohne Schäferin und mit nur einem Pavian) führt die gleiche Besetzung den Moriskentanz („Morris-Tanz“) in den Vettern auf (2. Akt, Verse 120–138). Ein erfolgreicher „Special Effect“ in Beaumonts Masque, der nur für eine einzige Aufführung entwickelt worden war, hat offenbar, wenn auch etwas abgeändert, in die Vettern Eingang gefunden, woraus angenommen werden kann, dass das Lustspiel nicht lange nach der Masque gezeigt wurde.

## Textgeschichte
Das Stück wurde ins Druckerverzeichnis (Stationers’ Register) am 8. April 1634 aufgenommen; die Veröffentlichung der Quarto-Ausgabe durch den Buchhändler John Waterson erfolgte noch im selben Jahr, der Drucker war Thomas Cotes. Das Stück wurde weder in die erste Shakespeare-Gesamtausgabe („First Folio“) von 1623, noch in eine der späteren Folios von Shakespeares Werken aufgenommen, findet sich jedoch in der zweiten Folio-Ausgabe von Beaumont und Fletcher aus dem Jahre 1679.

## Aufführungsgeschichte
Zusätzlich zu den Aufführungen von ca. 1613–14 ist eine Aufführung am Königshof im Jahr 1619 belegt. Als nach dem freudlosen Puritanismus der Cromwell-Herrschaft die Theater mit dem Einsetzen der Stuart-Restauration wieder geöffnet hatten, ließ Sir William Davenant durch die Duke's Company eine adaptierte Fassung der Beiden edlen Vettern unter dem Titel The Rivals (Die Rivalen) aufführen. Thomas Betterton stellte den „Philander“ dar, Davenants Version des Palämon. Samuel Pepys sah Davenants Produktion und urteilte in seinem Tagebuch am 10. September 1664: „Kein vorzügliches Stück, aber darin gute Darstellung“.

## Adaptionen
Die beiden edlen Vettern ist das einzige Stück Shakespeares, das nie für Film oder Fernsehen adaptiert worden ist. Nachdem in der Episode Co-Dependent's Day der Simpsons Moe Szyslak, ohne zu denken, eine Flasche raren 1886er Château Latour weggegeben hat, trocknet er seine Tränen mit einem weiteren unschätzbaren Sammlerstück, einem Originalmanuskript der Beiden edlen Vettern

## Textausgaben
Englisch
- Louis Potter (Hrsg.): William Shakespeare: The Two Noble Kinsmen. Arden Series. London 1997. Überarbeitete Neuausgabe 2015, ISBN 978-1472577542
- Robert Kean Turner und Patricia Tatspaught (Hrsg.): William Shakespeare: The Two Noble Kinsmen. New Cambridge Shakespeare. Cambridge University Press, Cambridge 2012, ISBN 978-0521686990
- Eugene M. Waith (Hrsg.): William Shakespeare: The Two Noble Kinsmen. Oxford Shakespeare. Oxford University Press, Oxford 1989/2008, ISBN 978-0199537457

Deutsch
- Ferdinand Adolph Gelbcke: Die beiden edlen Vettern. Erstdruck in: Die englische Bühne zu Shakespeare's Zeit. Zwölf Dramen seiner Zeitgenossen. Brockhaus, Leipzig 1890, Bd. 3, S. 1–105.
- Kurt Klinger: Die beiden edlen Vettern oder Feindschaft wider Willen: ein Theaterstück. Bearbeitung, als Ms. vervielfältigt, Bühnen- und Musikverlag Pero, Wien 1981.